# Centro Médico Adventista em Portland
O Centro Médico Adventista em Portland - en: Adventist Health Portland (anteriormente Portland Adventist Medical Center), é um hospital com 302 leitos que atende 900.000 residentes no lado leste da área metropolitana de Portland-Vancouver, nos Estados Unidos. É o principal hospital universitário do programa de enfermagem da Universidade Walla Walla.

## História
Em 1893, O Dr. Lewis Belknap, dirigiu-se para o oeste de Michigan, onde havia sido aluno do Sanatório Battle Creek do Dr. Harvey Kellogg, com a intenção de iniciar um sanatório semelhante na Costa Oeste. Ele chegou a Portland, Oregon, sem dinheiro, depois de ter sido roubado enquanto estava em São Francisco. Um pastor adventista chamado Starbuck emprestou-lhe o valor referente ao primeiro mês de aluguel de uma pequena casa onde Belknap montou um consultório médico. Junto com sua esposa, ele administrava uma instalação para seis pacientes na East Twelfth St., em Portland. 
O casal logo se mudou para a Mansão Reed, que lhes proporcionou 20 leitos para pacientes, enfermaria cirúrgica, escritório, cozinha e sala de jantar. O local foi remodelado em salas de tratamento e dormitório para enfermeiras e, em 1896, os Belknaps mudaram-se da área e a Igreja Adventista do Sétimo Dia (IASD) adquiriu as instalações. A igreja adicionou um programa de treinamento de enfermeiras de dois anos e formou uma empresa de alimentos saudáveis em 1897.
Em 1902, a necessidade de expansão do hospital transferiu o sanatório para a base do Monte Tabor. Ali, um prédio de madeira de quatro andares acomodava 75 pacientes e era facilmente acessível a partir da estação ferroviária local, a poucos quarteirões de distância. O Dr. William Holden, ingressou na equipe em 1903 e logo assumiu o cargo de diretor médico, que ocuparia até sua morte em 1955. Foi sob sua direção que o hospital passou de uma unidade de cuidados de longo prazo para uma unidade cirúrgica/médica.
No final da década de 1920, o corpo de bombeiros condenou os dois últimos andares do edifício das instalações do Monte Tabor porque não atendiam ao código de incêndio. Em vez de operar em locais limitados, a diretoria do hospital decidiu demolir totalmente o prédio e reconstruí-lo. O hospital foi fechado em 21 de setembro de 1920 e a reconstrução do local original foi concluída na primavera de 1922. Esta instalação moderna foi equipada com salas privativas com água corrente quente e fria, a primeira desse tipo no Oregon. Holden realizou a primeira cirurgia, uma apendicectomia de emergência, em 21 de abril de 1922, enquanto pintores outros profissionais da construção ainda trabalhavam no interior. Dois anos após a conclusão do novo edifício, era necessário mais espaço. Um dormitório para enfermeiras foi acrescentado em 1928 e duas novas alas em 1949 e 1964.

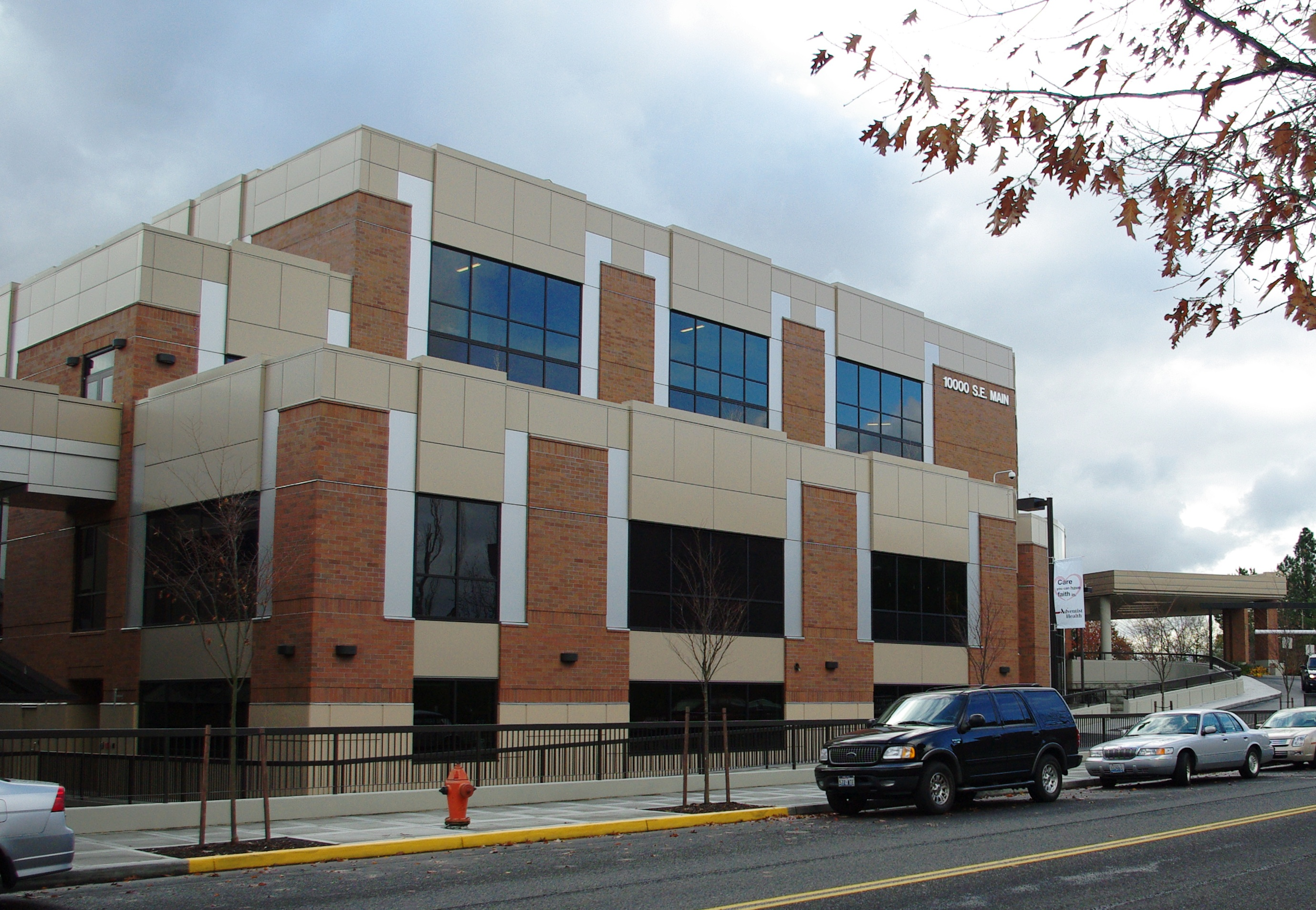
Edifício mais novo no campus em 2009

## Novo hospital
Durante as décadas de 1950 e 1960, novas adições foram feitas, incluindo programas de treinamento em tecnologia médica, tecnologia radiológica, enfermagem prática e um departamento de pediatria. Em meados da década de 1960, foi determinado que a expansão e a relocação eram novamente necessárias. A falta de fundos levou a diretoria do hospital a recorrer ao apoio do público. A expansão de US$ 2,5 milhões também recebeu ajuda de subsídios federais e da Igreja Adventista do Sétimo Dia. Os administradores compraram os 232 acres do Glendover Golf Course planejando reservar 46 acres para o hospital e remodelação do restante terreno num campo de golfe profissional de 27 buracos e driving range. A controvérsia sobre este plano surgiu, resultando na compra do terreno do hospital pelo condado e um novo local foi adquirido na SE Market Street.
Durante os planos de construção, o desejo de se vincular a outras instalações de saúde denominacionais levou o Centro Médico Adventista, como era agora conhecido, a ingressar na rede Saúde Adventista em 8 de fevereiro de 1973.
A inauguração do novo hospital ocorreu em 1974 no local do antigo Morningside Hospital. O prédio de um consultório médico foi inaugurado em 1976, seguido pela inauguração do hospital em 1977. A “Operação Keep Step”, composta por onze ambulâncias e cinco carros para cadeiras de rodas, transferiu todos os pacientes, equipamentos e funcionários sem interromper gravemente os serviços hospitalares. A AMC transferiu 204 leitos para as novas instalações imediatamente, enquanto 72 permaneceram no Monte Tabor até que a ala norte fosse concluída no ano seguinte. Em 1978, a construção de um conjunto residencial e de salas de aula para a Escola de Enfermagem da Universidade Walla Walla concluiu a construção do hospital.

## Ligaçoes Externas
- Site em Inglês
- Adventist Health em Inglês